# Amstel Gold Race 2016
La 51.ª edición de la clásica ciclista Amstel Gold Race se celebró en los Países Bajos el 17 de abril de 2016 sobre un recorrido de 248,7 km.
La carrera además de ser la primera clásica de las Ardenas, hizo parte del UCI WorldTour 2016, siendo la decimoprimera competición del calendario de máxima categoría mundial.
La carrera fue ganada por el corredor Enrico Gasparotto del equipo Wanty-Groupe Gobert, en segundo lugar Michael Valgren (Tinkoff) y en tercer lugar Sonny Colbrelli (Bardiani CSF).

## Recorrido
El recorrido es similar a la edición anterior, con 34 cotas y finalizando cerca de Valkenburg, más precisamente en la villa de Berg en Terblijt y poco después de coronar por cuarta vez el Cauberg. Eso significa que también se pasa cuatro veces por la línea de meta, y tras todos esos pasos se buscan diferentes bucles en los que se pasan por las tradicionales carreteras estrechas, que sin embargo es difícil que sean determinantes antes de la última de estas vueltas, de solamente 18 kilómetros y cuatro cotas que decidirán la carrera.
| 1  | Slingerberg    | 1200 | 5,4 % | 241,9 |
| 2  | Adsteeg        | 620  | 4,7 % | 237,2 |
| 3  | Lange Raarberg | 1000 | 4,3 % | 229   |
| 4  | Bergseweg      | 2200 | 3,4 % | 213,3 |
| 5  | Sibbergrubbe   | 2000 | 4,1 % | 201,6 |
| 6  | Cauberg        | 1500 | 7 %   | 197,2 |
| 7  | Geulhemmerberg | 1000 | 5,8 % | 191,8 |
| 8  | Wolfsberg      | 500  | 5,8 % | 173,2 |
| 9  | Loorberg       | 1600 | 5,1 % | 170,1 |
| 10 | Schweiberg     | 3000 | 3,7 % | 158,8 |
| 11 | Camerig        | 3600 | 7 %   | 152,4 |
| 12 | Vaalserberg    | 2600 | 4,2 % | 141,9 |
| 13 | Gemmenicherweg | 2000 | 5,4 % | 137,4 |
| 14 | Vijlenerbos    | 1800 | 5,1 % | 133,6 |
| 15 | Eperheide      | 2300 | 4,5 % | 124,9 |
| 16 | Gulperberg     | 1100 | 5,2 % | 116,3 |
| 17 | Plettenberg    | 1200 | 3,7 % | 112,8 |
| 18 | Eyserweg       | 2100 | 4,4 % | 110,7 |
| 19 | Huls           | 900  | 8,3 % | 106,2 |
| 20 | Vrakelberg     | 600  | 7,7 % | 100,9 |
| 21 | Sibbergrubbe   | 2000 | 4,1 % | 93,2  |
| 22 | Cauberg        | 1500 | 7 %   | 88,8  |
| 23 | Geulhemmerberg | 1000 | 5,8 % | 84,2  |
| 24 | Bemelerberg    | 1200 | 4 %   | 71,5  |
| 25 | Loorberg       | 1600 | 5,1 % | 56,2  |
| 26 | Gulperberg     | 600  | 9,8 % | 46,7  |
| 27 | Kruisberg      | 800  | 8,4 % | 41,3  |
| 28 | Eyserbosweg    | 1100 | 7,9 % | 39,4  |
| 29 | Fromberg       | 1200 | 4,8 % | 35,6  |
| 30 | Keutenberg     | 1700 | 6,1 % | 31,1  |
| 31 | Cauberg        | 1500 | 7 %   | 21,1  |
| 32 | Geulhemmerberg | 1000 | 5,8 % | 18,5  |
| 33 | Bemelerberg    | 1200 | 4 %   | 7,8   |
| 34 | Cauberg        | 1500 | 7 %   | 2,6   |

## Equipos participantes
Tomaron parte en la carrera 25 equipos: los 18 UCI ProTeam (al tener asegurada y ser obligatoria su participación), más 7 equipos Profesionales Continentales invitados por la organización. Cada formación estuvo integrada por 8 ciclistas, formando así un pelotón de 200 corredores (el máximo permitido en carreras ciclistas).
| Equipo                      | Cód. UCI | Categoría               |
| --------------------------- | -------- | ----------------------- |
| AG2R La Mondiale            | ALM      | UCI ProTeam             |
| Astana Pro Team             | AST      | UCI ProTeam             |
| BMC Racing Team             | BMC      | UCI ProTeam             |
| Cannondale                  | CPT      | UCI ProTeam             |
| Dimension Data              | DDD      | UCI ProTeam             |
| Etixx-Quick Step            | EQS      | UCI ProTeam             |
| FDJ                         | FDJ      | UCI ProTeam             |
| IAM Cycling                 | IAM      | UCI ProTeam             |
| Lampre-Merida               | LAM      | UCI ProTeam             |
| Lotto Soudal                | LTS      | UCI ProTeam             |
| Movistar Team               | MOV      | UCI ProTeam             |
| Orica GreenEDGE             | OGE      | UCI ProTeam             |
| Team Giant-Alpecin          | TGA      | UCI ProTeam             |
| Team Katusha                | KAT      | UCI ProTeam             |
| Team LottoNL-Jumbo          | TLJ      | UCI ProTeam             |
| Team Sky                    | SKY      | UCI ProTeam             |
| Tinkoff                     | TNK      | UCI ProTeam             |
| Trek-Segafredo              | TFS      | UCI ProTeam             |
| Bardiani CSF                | BAR      | Profesional Continental |
| CCC Sprandi Polkowice       | CCC      | Profesional Continental |
| Direct Énergie              | DEN      | Profesional Continental |
| Nippo-Vini Fantini          | NIP      | Profesional Continental |
| Roompot Oranje Peloton      | ROP      | Profesional Continental |
| Topsport Vlaanderen-Baloise | TSV      | Profesional Continental |
| Wanty-Groupe Gobert         | WGG      | Profesional Continental |

## Clasificación final
- Las clasificaciones finalizaron de la siguiente forma:[6]

| Posición | Ciclista           | Equipo              | Tiempo          |
| -------- | ------------------ | ------------------- | --------------- |
| 1.º      | Enrico Gasparotto  | Wanty-Groupe Gobert | 6 h 18 min 03 s |
| 2.º      | Michael Valgren    | Tinkoff             | m.t.            |
| 3.º      | Sonny Colbrelli    | Bardiani CSF        | a 4 s           |
| 4.º      | Bryan Coquard      | Direct Énergie      | m.t.            |
| 5.º      | Michael Matthews   | Orica GreenEDGE     | m.t.            |
| 6.º      | Julian Alaphilippe | Etixx-Quick Step    | m.t.            |
| 7.º      | Diego Ulissi       | Lampre-Merida       | m.t.            |
| 8.º      | Giovanni Visconti  | Movistar Team       | m.t.            |
| 9.º      | Loïc Vliegen       | BMC Racing Team     | m.t.            |
| 10.º     | Tim Wellens        | Lotto Soudal        | m.t.            |

| 11.º | Simon Gerrans      | Orica GreenEDGE        | m.t. |
| 12.º | Roman Kreuziger    | Tinkoff                | m.t. |
| 13.º | Jan Bakelants      | AG2R La Mondiale       | m.t. |
| 14.º | Bauke Mollema      | Trek-Segafredo         | m.t. |
| 15.º | Warren Barguil     | Team Giant-Alpecin     | m.t. |
| 16.º | Maurits Lammertink | Roompot Oranje Peloton | m.t. |
| 17.º | Rui Costa          | Lampre-Merida          | m.t. |
| 18.º | Dylan Teuns        | BMC Racing Team        | m.t. |
| 19.º | Arthur Vichot      | FDJ                    | m.t. |
| 20.º | Daniel Moreno      | Movistar Team          | m.t. |

## UCI World Tour
La Amstel Gold Race otorga puntos para el UCI WorldTour 2016, para corredores de equipos en las categorías UCI ProTeam, Profesional Continental y Equipos Continentales. La siguiente tabla corresponde al baremo de puntuación:
| Posición   | 1º | 2º | 3º | 4º | 5º | 6º | 7º | 8º | 9º | 10º |
| Puntuación | 80 | 60 | 50 | 40 | 30 | 22 | 14 | 10 | 6  | 2   |

| Posición | Ciclista           | Equipo              | Puntos |
| -------- | ------------------ | ------------------- | ------ |
| 1.º      | Enrico Gasparotto  | Wanty-Groupe Gobert | 80     |
| 2.º      | Michael Valgren    | Tinkoff             | 60     |
| 3.º      | Sonny Colbrelli    | Bardiani CSF        | 50     |
| 4.º      | Bryan Coquard      | Direct Énergie      | 40     |
| 5.º      | Michael Matthews   | Orica GreenEDGE     | 30     |
| 6.º      | Julian Alaphilippe | Etixx-Quick Step    | 22     |
| 7.º      | Diego Ulissi       | Lampre-Merida       | 14     |
| 8.º      | Giovanni Visconti  | Movistar Team       | 10     |
| 9.º      | Loïc Vliegen       | BMC Racing Team     | 6      |
| 10.º     | Tim Wellens        | Lotto Soudal        | 2      |

Además, también otorgó puntos para el UCI World Ranking (clasificación global de todas las carreras internacionales).
| Posición   | 1º  | 2º  | 3º  | 4º  | 5º  | 6º  | 7º  | 8º  | 9º  | 10º |
| Puntuación | 500 | 400 | 325 | 275 | 225 | 175 | 150 | 125 | 100 | 85  |

| Posición | Ciclista           | Equipo              | Puntos |
| -------- | ------------------ | ------------------- | ------ |
| 1.º      | Enrico Gasparotto  | Wanty-Groupe Gobert | 500    |
| 2.º      | Michael Valgren    | Tinkoff             | 400    |
| 3.º      | Sonny Colbrelli    | Bardiani CSF        | 325    |
| 4.º      | Bryan Coquard      | Direct Énergie      | 275    |
| 5.º      | Michael Matthews   | Orica GreenEDGE     | 225    |
| 6.º      | Julian Alaphilippe | Etixx-Quick Step    | 175    |
| 7.º      | Diego Ulissi       | Lampre-Merida       | 150    |
| 8.º      | Giovanni Visconti  | Movistar Team       | 125    |
| 9.º      | Loïc Vliegen       | BMC Racing Team     | 100    |
| 10.º     | Tim Wellens        | Lotto Soudal        | 85     |